# S:ta Annagården

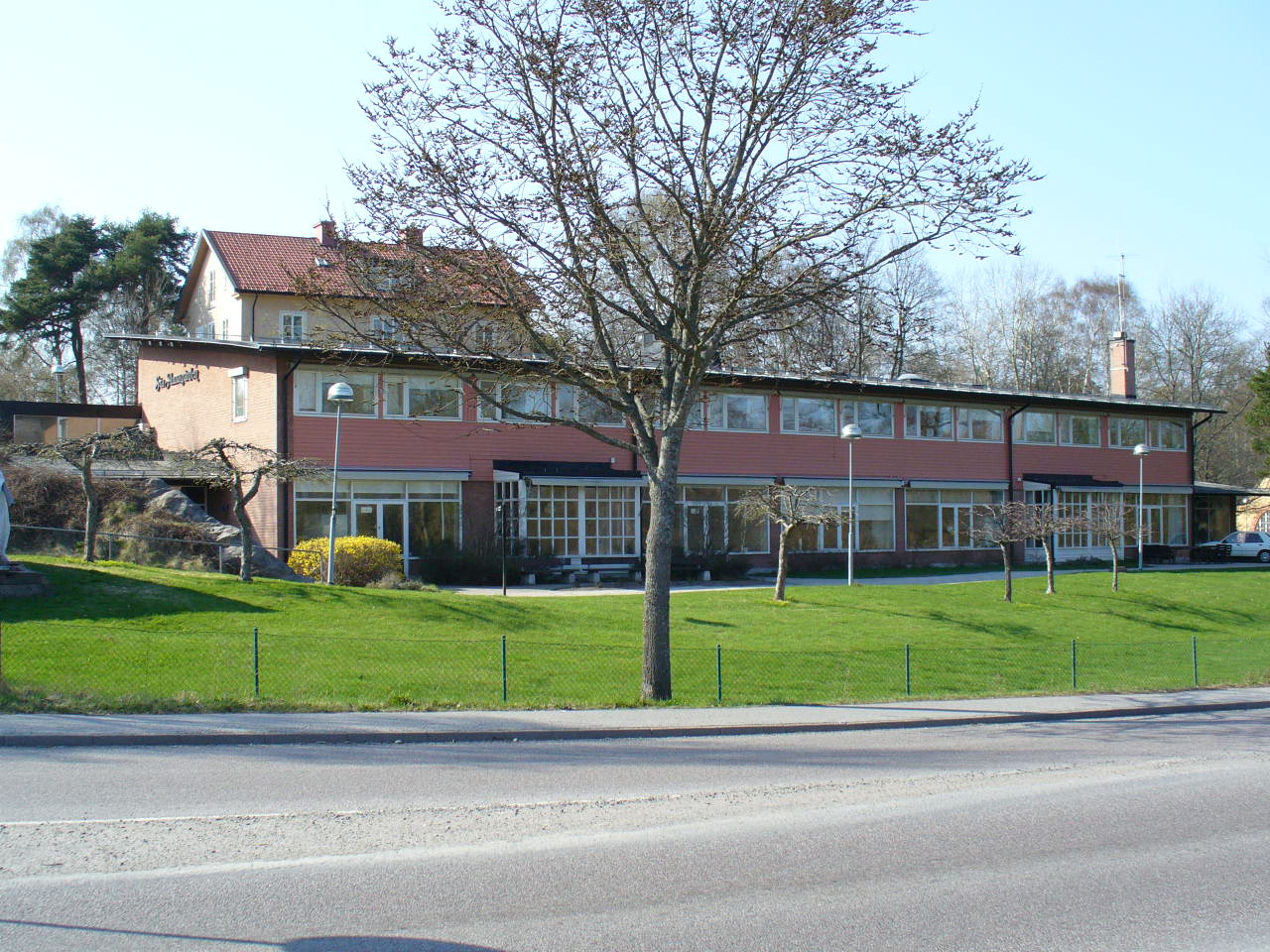
S:ta Annagården från Kyrkvägen.

S:ta Annagården är församlingsgård för Lidingö församling. Gården ligger några hundra meter från Lidingö kyrka och inrymmer bland annat S:ta Anna kapell. Namnet S:ta Anna kapell har en anknytning till det träkapell som uppfördes i slutet av 1400-talet på den plats där nuvarande stenkyrka är uppförd.
S:ta Annagården invigdes 12 november 1978. Församlingsgården är uppkallad efter jungfru Marias mor. I församlingsgården ligger kapellet som invigdes 9 februari 1999 av kontraktsprost Sten Philipson och rymmer ca 20 personer. Kapellet används vid morgonböner, andakter, mässor, dop och vigslar.
Altaret och stolarna inne i kapellet är i designade av Lars Olof Torstensson. Altarbordet är tillverkat 1999. Stolarna är tillverkade i vitlaserad björk, med konstläder i ton med altaret. 
Glaskorset "Uppstånden" i blyinfattad glas är gjort av konstnären Thomas Qvarsebo. Han har även tillverkat "farkost", gjuten i brons och finns till vänster om altaret. Båda verken är från 1999. Kormattan, som är en gåva till Lidingö kyrka 1980, är formgiven av Anne-Marie Elvius och vävd av Sylvie Hägg. Mattan flyttades senare till kapellet.